# Heartbreak Down
Heartbreak Down è un singolo promozionale di Pink, distribuito nel 2010 per le stazioni radiofoniche europee.

## Classifica
| Classifica                 | Posizione |
| -------------------------- | --------- |
| Repubblica Ceca            | 88        |
| Ungheria (Editors 'Choice) | 12        |
| Ungheria (Radio Top 40)    | 2         |
| Slovacchia                 | 45        |

### Classifiche di fine anno
| Classifica (2011)  | Posizione |
| ------------------ | --------- |
| Ungheria (airplay) | 20        |